# Etroplinae
Etroplinae è una sottofamiglia di pesci d'acqua dolce appartenente alla grande famiglia Cichlidae e comprende 16 specie suddivise in 2 generi.

## Distribuzione e habitat
Provengono da Sri Lanka, Madagascar e India. Solo una specie, Etroplus suratensis, è diffusa nelle acque salmastre.

## Tassonomia
- Etroplus
- Paretroplus